# مری هاپکین
مری هاپکین (انگلیسی: Mary Hopkin؛ زادهٔ ۳ مهٔ ۱۹۵۰) خواننده و موسیقی‌دان فولک اهل ولز است. او از سال ۱۹۶۸ میلادی تاکنون مشغول فعالیت بوده و بیشتر با ترانهٔ مشهور «یاد آن روزها به‌خیر» شناخته می‌شود.
او نماینده بریتانیا در یوروویژن ۱۹۷۰ بود.